# پوستین

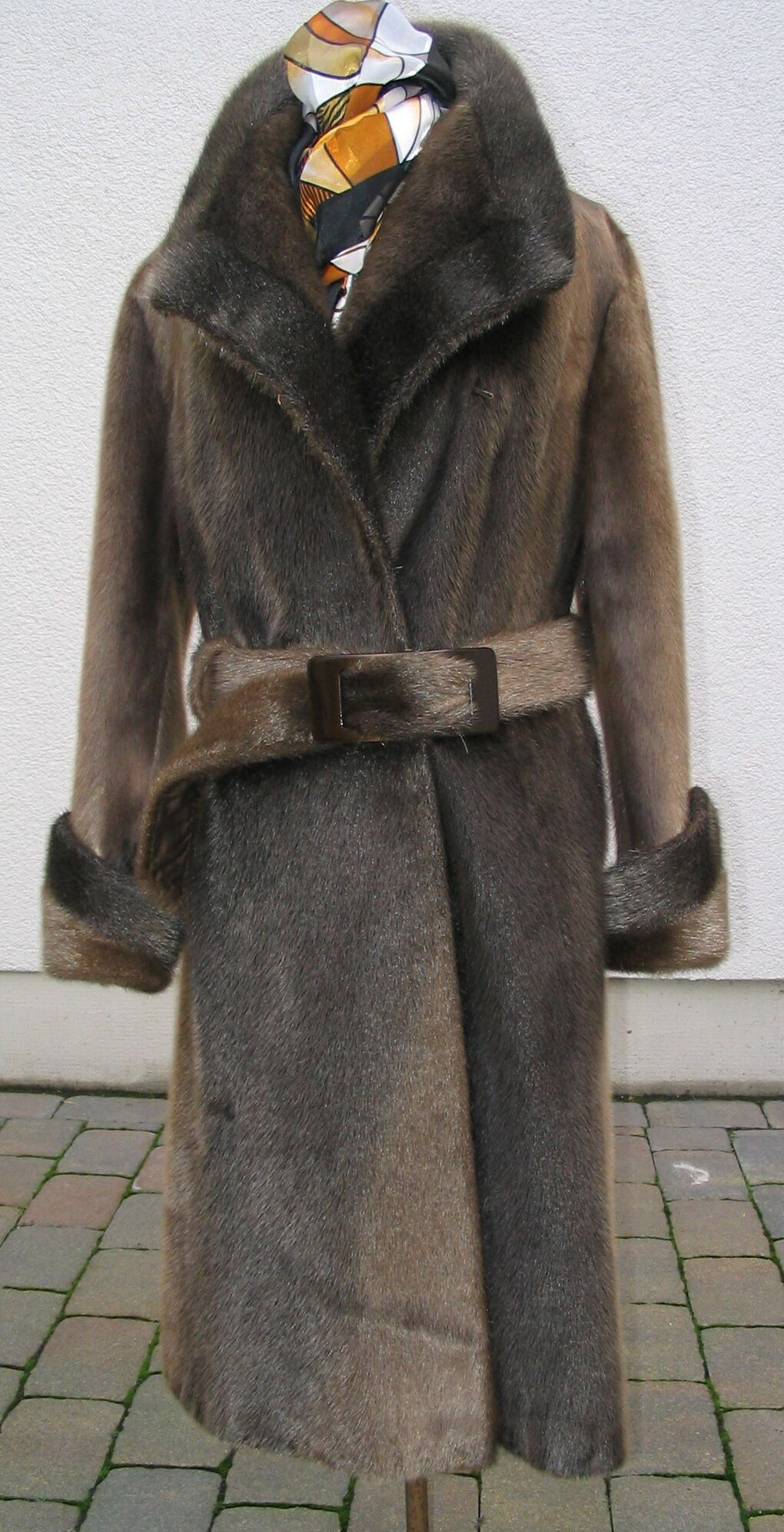
پالتو خز

پوستین (به انگلیسی: fur) به لباسی زمستانی گفته می‌شود که تمام یا بخش عمده‌ای از آن به‌طور مستقیم از پوست جانوران ساخته شده باشد.
پوستین یکی از قدیمی‌ترین شکل‌های لباس است و پیشینۀ کاربرد آن به انسان نخستین و آفریقا بازمی‌گردد. در پوستین برخلاف چرم، پشم جانور سترده نمی‌شود.

## تاریخچه
به درستی مشخص نیست که پوستین در چه زمانی توسط انسان به عنوان لباس استفاده شده است. البته معلوم است که نئاندرتالها و گونه‌هایی از کپی‌ها از پوستین استفاده می‌نمودند. بر اساس تصاویر برجامانده بر دیواره غارها، پیشینۀ استفاده از پوستین به عنوان پوشش برای انسان، به حدود پانصدهزار سال پیش می‌رسد.
در تورات (عهد عتیق) آمده است که «خداوند لباس‌هایی از پوست حیوان تهیه کرد و آدم و همسرش را پوشاند (سفر پیدایش، ۳:۲۱)» بر اساس شاهنامه فردوسی، کیومرث نخستین پادشاه جهان، پوستینی از پوست پلنگ داشت که نامش پلنگینه بود.
در نقش برجسته‌ای واقع در سرپل ذهاب مربوط به هزاره سوم پیش از میلاد، آنوبانینی اکدی، پادشاه لولوبیان با دامنی از پوست در برابر ایشتار که ردایی از پوستین پوشیده است، ایستاده.

## کاربرد
در کشورهای توسعه‌یافته، خز، نوعی پوشش گران‌بها و تجملی به شمار می‌رود. این در حالی است که به دلیل عایق بودن این نوع از لباس، بسیاری از مردم بومی مناطق نزدیک قطب شمال همچنان به استفاده از آن ادامه می‌دهند. همچنین پوستین نوعی لباس سنتی برای مردم اسکاندیناوی، ژاپنی و روسی به‌شمار می‌رود.
در طول تاریخ شمال روسیه و ترکستان، مرکز صدور پوست به اروپا و خاورمیانه و حتی شمال آفریقا بوده است.

## فراوری
فرایند فراوری پوستین (بستگی به میزان مرغوبیت) شامل خیساندن، شستشو، درجه‌بندی، آنزیم‌دهی، رنگ‌برداری، خشک کردن، رنگرزی، واکس و در نهایت ثابت کردن با مواد شیمیایی است.

## در فرهنگ ایران
پوستین و پوستین‌دوزی، در فرهنگ فارسی منشأ کنایه‌هایی است، مانند:
- پوستین باژگونه کردن (تغییر روش دادن)
- پوستین به گازر دادن (کار را به نااهل سپردن)
- پوستین دریدن (پرده‌دری)
- در پوستین کسی افتادن (غیبت کسی را کردن)
- از برهنه پوستین کندن (کار بیهوده کردن)
- پوستین تابستان (کاری که به جای خود نباشد و نابجا و بیهوده باشد)

همچنین ضرب‌المثل «ما پوستین را ول کرده‌ایم، پوستین ما را ول نمی‌کند» کنایه است از گرفتاری در کاری که به امید سودی آغاز شده بود.